# Christoph Wilhelm Hufeland

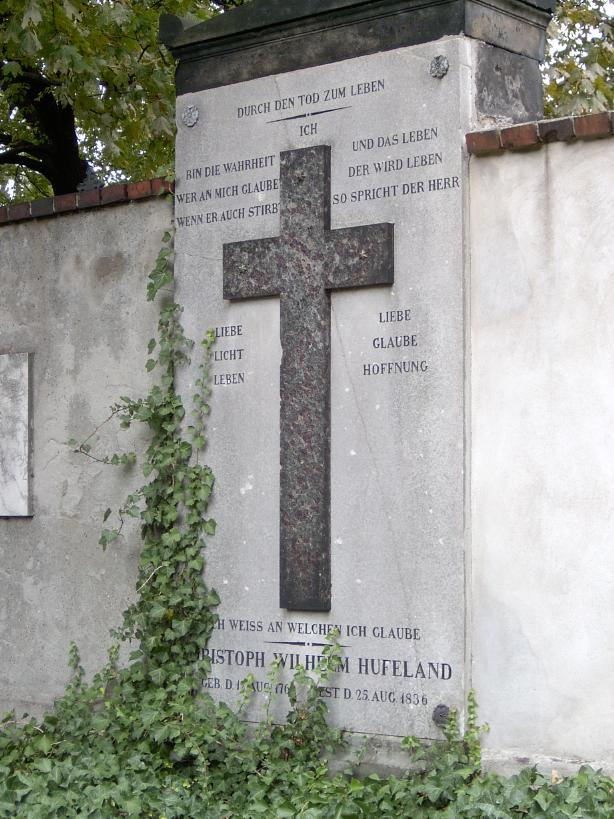
Christoph Wilhelm Hufelands grav på Dorotheenstädtischer Friedhof i Berlin.

Christoph Wilhelm Hufeland, född 12 augusti 1762 i Langensalza i Thüringen, död 25 augusti 1836 i Berlin, var en tysk läkare och professor.
Hufeland blev student vid Jena universitet 1780 och medicine doktor vid Göttingens universitet 1783 samt bosatte sig samma år i Weimar för att sköta sin nästan blinde fars medicinska praktik. År 1793 blev han professor i Jena, där han hastigt vann stort anseende och 1795 grundlade "Journal der praktischen Arzneikunde und Wundarzneikunst", som fick stort inflytande på hela den medicinska vetenskapen och utgavs till 1844 (98 band). Därjämte utgav han en kritisk tidskrift "Bibliothek der praktischen Heilkunde" (84 band, 1799–1835). År 1800 blev han direktör för Collegium medico-chirurgicum i Berlin samt 1810 professor vid det nyinrättade universitetet där och första råd i inrikesministeriets avdelning för medicinska ärenden.
I sin vetenskapliga åskådning stod han utanför alla partier och försökte att från de olika skolorna ta upp vad i var och en av dem syntes honom vara värdefullt. Utöver åtskilliga tidskriftsartiklar, publicerade han ett stort antal vetenskapliga arbeten: Über die Natur, Erkenntnismittel und Heilart der Skrofelkrankheit (1795), Ideen über Pathogenie und den Einfluss der Lebenskraft auf Entstehung und Form der Krankheit (1795), System der praktischen Heilkunde (1818), Enchiridion medicum oder Anleitung zur medicinischen Praxis, vermächtnis einer 50-jährigen Erfahrung (1836, 10 upplagan 1857; "Enchiridion medicum eller handledning uti läkarekonstens utöfning", översatt av V. Lundberg, 1837–39) m.fl.
Även som populär skriftställare blev han ett högt aktat namn genom flera skrifter, bland vilka kan nämnas hans ofta omtryckta Makrobiotik, oder die Kunst, das menschliche Leben zu verlängern (1796; "Konsten att lefva länge", 1797; i sammandrag 1837) och Guter Rath an Mütter über die wichtigsten Punkte der physischen Erziehung der Kinder in den ersten Jahren (1799, många upplagor; "Goda råd till mödrar, i de vigtigaste punkterna af barns fysiska uppfostran i de spädare åren", 1844). Hufeland invaldes 1823 som utländsk ledamot nummer 251 av Kungliga Vetenskapsakademien. Hans självbiografi utgavs av A. Göschen 1863.

## Eftermäle
Asteroiden 10839 Hufeland är uppkallad efter honom.